# Alexandra Meza
Alexandra Stefany Meza Guédez (Barquisimeto, 4 de diciembre de 1989) es una modelo, administradora de empresas y reina de belleza venezolana ganadora de los títulos de Reina de la Feria Internacional de Barquisimeto 2009, Miss Summer Internacional 2010 y Miss Turismo Universo 2017. Coronó a su compatriota Ana Cáceres en la edición del año 2018 del Miss Turismo Universo logrando el primer Back to Back de la competencia internacional.
Actualmente, radica en la ciudad de Roma donde se desempeña como modelo.

## Biografía
Alexandra nació en la ciudad venezolana de Barquisimeto, estado Lara. Hija de Elsy Guédez y Alexander Meza, tiene una hermana mayor llamada Eleanny Meza. "Alex", como le dicen de cariño sus más allegados, se graduó de pirmaria en la Escuela Antonio Carrillo y de secundaria en el Liceo Hermano Juan, ambos ubicadas en su ciudad natal (Barquisimeto). Curso estudios universitarios en la carrera de Administración de Empresas en la Universidad Centroccidental Lisandro Alvarado (UCLA) de la ciudad de Barquisimeto. Habla el idioma español, por nacimiento, inglés y búlgaro.

## Trayectoria en concursos de belleza

### Miss Continentes del Mundo 2007
En el año 2007 Alexandra inicia su carrera en los concursos de belleza, con escasos 17 años, representando a Venezuela en el concurso internacional Miss Continentes del Mundo 2007 que se celebró en la ciudad de Lima, Perú; compitió con más de un centenar de jóvenes en la gala final celebrada en el Teatro Canout, siendo finalista del evento y obteniendo el título de Segunda Dama.

### Reina de la Feria Internacional de Barquisimeto 2009
Para el año 2009 se presenta la elección de la Reina de la XXXVII Feria Internacional de Barquisimeto, donde compite con diez jóvenes por el título, portando la banda de la parroquia Juan de Villegas del Municipio Iribarren del estado Lara; el evento se desarrolló en el marco de la reapertura del Anfiteatro Oscar Martínez la noche del 11 de septiembre de 2009, en el cual Alexandra resulta vencedora de la competencia.

### Miss Summer Internacional 2010
Portando aún la corona de la Feria Internacional de Barquisimeto, viaja la ciudad de Sveti Vlas en Bulgaria para representar a Venezuela en el Miss Summer Internacional 2010 en su segunda edición. Allí compite con otras 15 candidatas por el título que busca promocionar la costa búlgara del Mar Negro como destino turístico, realizando una serie de actividades como excursiones en yate, voleibol de playa y visitas guiadas de la ciudad. El evento se llevó a cabo en el Hotel St. George Palace la noche del 6 de septiembre de 2010, donde resulta ganadora del certamen.

### Sambil Model Venezuela 2012
De vuelta en Venezuela, Alexandra se inscribe en la octava edición del concurso Sambil Model Venezuela 2012, patrocinado el Centro Sambil, cadena venezolana de centros comerciales nacionales e internacionales; donde representa, en conjunto con otra candidata de su estado, la banda de Sambil Barquisimeto. Con un total de 16 participantes se llevó a cabo la final del evento la noche del 5 de junio de 2012 en el Anfiteatro del Centro Sambil Caracas, donde Alexandra no logró figurar dentro la competencia. Como dato curioso ella compitió junto con Stephanie de Zorzi, Miss Earth Venezuela 2016.

### Miss Venezuela Mundo 2013
En la primera edición del Miss Venezuela Mundo 2013, Alexandra compitió con otras 24 aspirantes al casting para la noche final del evento, donde quedó seleccionada entre las 12 finalistas que competirían por el título la noche final celebrada el 10 de agosto de 2013 en el Estudio 1 de Venevisión; portando la banda del estado Guárico, Alex no logró figurar.

### Miss Humanity Universe 2015
Para el año 2015 Alexandra viaja a la ciudad de Brummana en Líbano, para representar a Italia en el Miss Humanity Universe 2015, en dicho certamen no logra figurar dentro de la competencia; sin embargo su compatriota Karina Falcón, representando a Venezuela, se alza con el título.

### Miss Turismo Universo 2016
En la tercera edición del concurso Miss Turismo Universo 2016, Alexandra representando a Venezuela, compite junto con más de 40 candidatas de diferentes países y territorios del mundo en la ciudad de Joünié en el Líbano, la noche del 17 de septiembre de 2016, donde logra posicionarse entre las 16 semifinalistas y alzarse con la banda de Miss Sudamérica Turismo Universo 2016.

### Miss Turismo Universo 2017
Repitiendo el año siguiente en representación de Venezuela, Alexandra compite por el título de Miss Turismo Universo 2017 en la ciudad de Beirut, capital del Líbano; inicialmente la competencia contaba con la participación de más de 30 candidatas de diferentes países y territorios del mundo, pero por problemas de visa para ingresar al país, algunas candidatas no pudieron asistir al evento final; con tan solo 18 candidatas Alexandra se alzó con el título de belleza ese año, siendo la portadora oficial de la organización para el año de su reinado.